# Rendszertan (biológia)
A biológiában a rendszertan (taxonómia) az élőlények csoportosításával, leírásával, elnevezésével foglalkozó tudományág. Két szakterülete a szisztematika, amely az élőlények evolúciós rokonsági viszonyainak kutatásával foglalkozó tudomány, és a taxonómia, amely az elnevezésekkel és katalogizálásokkal foglalkozó biológiai segédtudomány.
A taxonómia tipizáló tudományág, tehát szükség van olyan mintára, amihez hasonlítani lehet a többit. A fajok esetében ezek a típusegyedek (holotípus), a génuszoknál a típusfajok.
Az élőlények első ismert rendszertanát Arisztotelész ókori görög filozófus állította össze az i. e. 4. században. Az első modern értelemben is tudományos rendszertan Carl von Linné munkája.
Az élet ma látható formái a folytonos biológiai evolúció eredményeként alakultak ki. A földön élő fajok számát csak becsülni lehet, elérheti a több tízmilliót is. A taxonómusok („rendszertanászok”) által elsődlegesen leírt és elnevezett élőlényformák (ún. nominális fajok) száma kb. 1,9 millió, de ezek nagy részéről szinte semmit sem tudunk. Az élőlények irdatlan sokféleségéről felhalmozott ismeretanyagot rendszerezés nélkül lehetetlen a mindennapi életben alkalmazni. A rendszerezést nemcsak a többnyire formai és funkcionális leíró jegyeket összesítő tudományos ismeretek segítik elő, hanem azok a nevek és elnevezési szabályok is, amelyekkel a nevezéktan és a névtudomány foglalkozik.
Az összegző leírások vagy nómenklatúrák a tudomány változásával maguk is átalakulnak. Az élőlények újféle, géntérképek alapján készülő rendszereiben már kizárólag monofiletikus csoportokat alkalmaznak.

## Az élővilág nagy csoportjai

### Korábbi osztályozások

#### Állat–Növény felosztás
Az élőlényeket a Linné-féle rendszertan két nagy világra osztja:
- Növényvilág a botanika tudományának tárgya
- Állatvilág a zoológia tudományának tárgya

A rendszernek alapja az volt, hogy a lények képesek-e fotoszintézisre. Nagy hibája volt, hogy a baktériumokat, az ostorosmoszatokat és a gombákat nem lehetett egyértelműen besorolni.

#### Prokarióta–eukarióta felosztás
Az osztályozás alapja idővel a valódi sejtmag lett. Ennek alapján két birodalmat különböztettek meg:
- prokariótákat (Prokaryota) és
- eukariótákat (Eukaryota)

#### Öt ország
Később létrejött a sokáig domináló úgynevezett „öt ország” (five kingdoms) elmélet, amely az élőlényeket öt országra osztja: 
1. Prokarióták (Prokaryota vagy Monera) – sejtmag nélküliek, elősejtmagosok
2. Protiszták (Protista) – egyszerű valódi sejtmagosok (egyszerű eukarióták), amelyek nem állatok, nem növények és nem gombák
3. Gombák (Fungi)
4. Növények (Plantae)
5. Állatok (Animalia)

### Korszerű filogenetikus osztályozás
Az öt ország elméletének egyeduralmát az elmúlt években a legújabb genetikai eredmények alapján, az ún. „három domén” (three domains) elmélet váltotta fel. Az alábbi felsorolás forrásai 2015 utáni rendszertanok, tanulmányok:
1. Baktériumok doménje (Bacteria)
2. Archeák doménje (Archaea)
3. Eukarióták doménje (Eukaryota)
  - Amorphea
    - Amoebozoa
    - Obazoa
      - Breviatea
      - Apusomonadida
      - Opisthokonta
        - Holozoa
          - Pluriformea
          - Tunicaraptor unikontum
          - Filozoa
            - Filasterea
            - Choanozoa
              - Galléros ostorosok (Choanoflagellata)
              - Állatok országa (Animalia)

        - Holomycota
          - Nucleariida
          - Gombák országa (Fungi)

  - Diaphoretickes
    - Provora
    - Haptista
    - Tsar
      - Sar
        - Rhizaria
        - Halvaria
          - Sárgásmoszatok (Stramenopila)
          - Alveolata

    - Cam
      - Pancryptista
      - Archaeplastida ország
        - Glaucophyta
        - Vörösmoszatok (Rhodophyta)
        - Zöld színtestű növények (Viridiplantae)
          - Prasinodermophyta
          - Valódi zöldmoszatok
          - Streptophyta
            - Mesostigmatophyceae
            - Klebsormidiophyceae
            - Phragmoplastophyta
              - Charophyceae
              - Coleochaetophyceae
              - Anydrophyta
                - Zygnematophyceae
                - Embriós növények országa (Embryophyta)

  - Eukarióták incertae sedis:
    - CRuMs
    - Hemimastigophora
    - Meteora sporadica
    - Metamonada
    - Malawimonadida
    - Discoba

### Összegzés
| Linnaeus 1735 2 ország | Haeckel 1866 3 ország | Chatton 1937 2 birodalom | Copeland 1956 4 ország | Whittaker 1969 5 ország | Woese et al. 1977 6 ország | Woese et al. 1990 3 domén |
| ---------------------- | --------------------- | ------------------------ | ---------------------- | ----------------------- | -------------------------- | ------------------------- |
| -                      | Protista              | Prokaryota               | Monera                 | Monera                  | Eubacteria                 | Bacteria                  |
| -                      | Protista              | Prokaryota               | Monera                 | Monera                  | Archaebacteria             | Archaea                   |
| -                      | Protista              | Eukaryota                | Protista               | Protista                | Protista                   | Eukarya                   |
| Vegetabilia            | Plantae               | Eukaryota                | Plantae                | Fungi                   | Fungi                      | Eukarya                   |
| Vegetabilia            | Plantae               | Eukaryota                | Plantae                | Plantae                 | Plantae                    | Eukarya                   |
| Animalia               | Animalia              | Eukaryota                | Animalia               | Animalia                | Animalia                   | Eukarya                   |

## A taxonok
Taxonnak nevezik az élőlények egyazon kategóriába sorolt és közös gyűjtőnévvel ellátott fajcsoportját, illetve egy adott faját. A legmodernebb filogenetikus osztályozó rendszerek csak akkor tekintik taxonnak az élőlények egy csoportját, ha azok egy klád tagjai, tehát monofiletikusak. A rendszertannak azt a formáját, melyben az élőlényeket kládok szerint osztályozzák, kladisztikának nevezik.
Taxon például a gémfélék családja vagy az oroszlán faj.
Korábbi, mégis gyakran használt módszer a fenetikus osztályozás (fenetika vagy numerikus taxonómia). Ez morfológiai hasonlóságok alapján igyekszik osztályozni az élőlényeket.

### Rendszertani alapkategóriák
Az alábbi táblázat a rendszertan hagyományos, alapvető kategóriáit mutatja be. A legtöbb esetben a kategóriákhoz tartozó alkategóriákat a sub- (al-; pl.: alrend) és super- (fő-; pl.: főosztály) előtagokkal képezhetjük, de ezeken kívül sokféle alkategóriát használtak az idők folyamán, és használnak ma is.
| Latinul          | Magyarul                                               |
| ---------------- | ------------------------------------------------------ |
| domain           | domén vagy birodalom                                   |
| regnum           | ország                                                 |
| phylum / divisio | törzs                                                  |
| classis          | osztály                                                |
| ordo             | rend                                                   |
| familia          | család                                                 |
| genus            | nemzetség (növényeknél és gombáknál), nem (állatoknál) |
| species          | faj                                                    |